# WorldShift
WorldShift è un videogioco strategico in tempo reale uscito nel 2008, sviluppato da Black Sea Studios (in seguito acquisita da Crytek) e pubblicato da FX Interactive in Italia e Spagna.

## Trama
Nel XXI secolo, poco dopo che la colonizzazione del nostro Sistema Solare era iniziata, un enorme oggetto scuro apparse poco oltre l'orbita di Plutone. L'oggetto, chiamato “Shard Zero” dagli scienziati, possedeva una sorta di aura mortale, emanando una misteriosa “peste”, che venne soprannominata “La Piaga”, di scala cosmica intorno a sé, essa sembrava torcere e turbare la natura stessa dello spazio e della vita. Non ci fu il tempo di reagire, e tutti i tentativi di studiare l'anomalia furono inutili. Quando finalmente ci si rese conto che l'oggetto era in rotta di collisione con il nostro pianeta era troppo tardi. Lo Shard Zero colpì la Terra e questa fu la fine della nostra civiltà.
WorldShift è ambientato migliaia di anni più tardi, quando il ricordo della nostra civiltà non è altro che un mito in dissolvenza. I resti dello Shard Zero stanno ancora diffondendo la Piaga, essa modifica e ridefinisce la natura stessa e la Terra, a volte nel corso dei secoli e, talvolta, è questione di poche ore. L'uomo ha sviluppato una nuova cultura e ora vive in cinque mega-città, che lottano ogni giorno per le preziose risorse di cui hanno bisogno per sopravvivere. Il resto della Terra è popolata da tribù di mutanti, successori dei primi esseri umani che, colpiti dalla peste, cambiarono in qualcosa di diverso.

## Modalità di gioco
WorldShift è un RTS progettato per essere veloce e molto facile da imparare e giocare. Esso offre frenetici e feroci incontri sulla Terra della Piaga e una storia affascinante che porterà a scoprire antichi segreti circa la vera natura dello Shard Zero e sulla Piaga. Ma oltre a questo, WorldShift introduce molte nuove caratteristiche per un genere innovativo, come fazioni personalizzabili, cooperativa di gioco uniche (PvE), multiplayer (PvP) e molto altro ancora.
In WorldShift, non ci sono alberi di abilità con centinaia di aggiornamenti; WorldShift propone ai giocatori di scoprire e di acquisire un gran numero di oggetti e potenti reliquie che possono utilizzare per cambiare liberamente il loro tipo di gioco e di poter quindi inventare delle tattiche a sorpresa per i loro nemici. I giocatori si guadagneranno gli oggetti nella loro lotta contro altri giocatori (PvP) e come ricompensa per il completamento di missioni, sia individuali (campagna) che in gruppo (cooperative). Ma per scoprire le più potenti reliquie, bisognerà formare squadre con i vostri amici più fidati e intraprendere missioni mortali in cui è difficile sopravvivere, le vere sfide vi attendono.

## Fazioni
Nel mondo di worldshift ci sono tre popoli giocabili:

### Umani
L'unità di base sono i Trooper la fanteria di base che può lanciare granate, Ripper, unità robotiche con una stretta gamma di attacco utilizzando potenti artigli. Ci sono anche gli Assault Bot, robot corazzati che possono lanciare raffiche di razzi, e gli Hellfire, che sono fortemente schermati e blindati con un devastante attacco.
Gli ufficiali sono: i Judge che sono funzionari dotati di armature e armi migliori rispetto Trooper, e sono in grado di interferire con un nemico della capacità psichica,ed'elevano al grado di Élite Trooper i Trooper; Gli Assassin prendono il ruolo di cecchini e scout, il loro attacco aumenta con la distanza, il che li rende più efficaci alla massima distanza. Il Constructor è un ufficiale robotico che è specializzato nella riparazione delle unità alleate robotizzate e in grado di costruire strutture, i Surgeon curano le unità organiche da ferite, veleni e dal panico, hanno un potente attacco bruciapelo.

### Tribù mutanti
Le Tribù mutanti hanno come unità di base i Warrior con un bonus distanza simile a quella degli Assassin umani, e i Brute, unità di mischia ben corazzati in grado di attirare gli attacchi nemici su se stessi e per stordire i propri obiettivi. Le tribù mutanti hanno anche uno speciale tipo di unità denominate creature dell'inframondo: Ancient Shade il cui ignora la corazza nemica con i suoi attacchi, e gli Howling Horror, delle unità gigantesche di pietra in grado di attaccare diversi obiettivi simultaneamente.
Gli ufficiali della Tribù mutanti includono i Guardian, maestri di arti marziali con abilità magiche; Sciaman, guaritori che rubano la vita ai loro obiettivi per darla ai vicini alleati; i Sorcerer, tipiche unità offensive e Stone Ghost, creature dell'inframondo che si specializzano nel manipolare il potere e può guarire gli altri esseri dell'inframondo.

### Il Culto (Alieni)
Il Culto comprende forze di diverse specie. Le loro unità di base leggere e numerose sono i Trisat e Tritech, rispettivamente, delle unità di mischia che rallentano i nemici e che guariscono loro stesse durante le riprese. Le altre due unità del Culto, che sono pesanti e poco numerose, i Field Overseer, che hanno un attacco devastante e protetti da scudo, sono in grado di mutare la loro forma corporea in Power Overseer che ricaricano le unità alleate, gli Shifter sono anche loro protetti da scudo e possono dare vita a dei gruppetti di Hatchling.
Fanno parte degli ufficiali: gli Harvester che sono pesantemente corazzati e con un attacco corpo a corpo in grado di attaccare e stordire più nemici contemporaneamente, possono guarire se stessi; gli Arbiter hanno un bonus di danno a lunga distanza di cui un'abilità speciale che danneggia vari nemici vicini tra loro con un solo sparo, così come alcune abilità di controllo della mente dei nemici. I Manipulator sono dei guaritori in grado di rubare la vita dei nemici per ridistribuirla agli alleati vicini e i Dominator sono ufficiali che ignorano l'armatura del nemico e può stordire un gruppo di obiettivi. L'esercito del Culto è guidato dal Master.